# Бросс, Уильям
Уильям Бросс (англ. William Bross, 4 ноября 1813 г. — 27 января 1890 г.) — американский политик и издатель, 16-й вице-губернатор Иллинойса.
До поступления в колледж Уильямса Бросс занимался торговлей лесом вместе со своим отцом. Бросс преподавал в школах в течение десяти лет, затем отправился на запад, в Чикаго, штат Иллинойс, США. До того как стать соучредителем газеты «Демократическая пресса» (англ. Democratic Press), он занимался продажей книг и издательским делом. После организации Республиканской партии в 1854 году Бросс стал сторонником её политических кандидатов. Его поддержка Авраама Линкольна помогла Броссу заручиться поддержкой на выборах на пост вице-губернатора.

## Биография
Уильям Бросс родился 4 ноября 1813 года в северо-западной части округа Сассекс, штат Нью-Джерси. Он был старшим из одиннадцати детей дьякона Мозеса Бросса и Джейн (Уинфилд) Бросс. Он был старшим, родившись на несколько минут раньше своего близнеца Стивена Декейтера Бросса. Когда им было девять лет, семья переехала в Милфорд, штат Пенсильвания. Мальчики работали со своим отцом, поставляя древесину для канала около Шохолы.
В 1832 году Бросс поступил в Милфордскую академию, затем посещал колледж Уильямса, где жил в одной комнате со своим братом-близнецом Стивеном. Бросс был одним из основателей Социального братства в Уильямсе, предшественника Дельта Ипсилон. В 1838 году он стал директором Академии Риджбери в Риджбери, штат Нью-Йорк. В 1843 году начал преподавать в школе в Честере, штат Пенсильвания, где проработал еще пять лет. Начиная с 1846 года Бросс предпринимал поездки на Запад, чтобы найти лучшее место для переезда. Он остановил свой выбор на Чикаго, штат Иллинойс, куда переехал 12 мая 1848 года.
Бросс быстро заключил партнерство с SC Griggs и издательством Newman & Co., открыв фирму по продаже книг Griggs, Bross & Co. Партнерство распалось через восемнадцать месяцев. Осенью 1849 года Бросс совместно с преподобным Дж. А. Райтом начал издавать религиозную газету «Prairie Herald». Бросс впервые добился процветания в 1852 году, когда он объединился с почтмейстером Чикаго Джоном Скриппсом и основал Democratic Press. Газета придерживалась демократических взглядов, но отличалась от партийной линии в вопросе рабства, в частности, выступая против Миссурийского компромисса Стивена Дугласа.
Когда в 1854 году образовалась Республиканская партия, Бросс стал её публичным оратором. Он впервые публично поддержал Джона Фримонта на пост президента, выступая в Дирборн-парке в тот вечер, когда его кандидатура была выдвинута. Бросс совершил поездку по южному Иллинойсу в поддержку Фримонта. Там же он познакомился с коллегой по кампании Фримонта Авраамом Линкольном, и они часто выступали на одних и тех же мероприятиях.
В 1855 году Бросс был избран в городской совет Чикаго, где проработал два года. Democratic Press испытывала финансовые трудности после паники 1857 года. 1 июля 1858 года газета объединиась с Tribune, создав The Press and Tribune. Бросс поддерживал Авраама Линкольна в кампании на пост президента. После начала Гражданской войны в 1863 году Бросс помог сформировать 29-й полк цветной пехоты Соединенных Штатов, которым впоследствии командовал его брат полковник Джон Бросс и был убит 30 июля 1864 года во время осады Питерсберга.
Поддержка Броссом Линкольна помогла ему добиться выдвижения в качестве кандидата от республиканцев на пост вице-губернатора Иллинойса при Ричарде Оглсби. В 1865 году он путешествовал со спикером Палаты представителей США Скайлером Колфаксом, чтобы изучить путь на запад в Калифорнию. Два года спустя он отправился в Европу со своей дочерью.

### Личная жизнь
Вскоре после окончания колледжа и получения первой работы в 1839 году Бросс женился на Мэри Джейн Янсен, дочери доктора Джона Янсена. У четы было четверо сыновей и четверо дочерей, но только один ребенок, Джесси, дожил до взрослого возраста. Джесси Бросс вышла замуж за Генри Демареста Ллойда, известного журналиста-разоблачителя. Внук Уильям Бросс Ллойд был одним из основателей Коммунистической рабочей партии Америки.

## Фонд Бросса
В 1879 году Бросс основал Фонд Бросса в Университете Лейк-Форест в память о своем сыне Натаниэле. Он пожертвовал 40 000 долларов, чтобы в течение десяти лет инвестировать в покупку литературы «о связи, отношении и взаимном влиянии любой практической науки, истории нашей расы или фактов в любой области знания с христианской религией и на нее». Попечители университета предложили 6 000 долларов в качестве приза тому, кто напишет книгу, наилучшим образом удовлетворяющую этим условиям; приз получил Джеймс Орр из Объединенного свободного церковного колледжа за рассмотрение проблем Ветхого Завета с учетом современной критики (англ. Problems of the Old Testament Considered with Reference to Recent Criticism). Фонд также спонсировал лекции   Фрэнсиса Лэнди Паттона, Маркуса Додса, Джона Артура Томсона, Фредерика Блисса и Джозайи Ройса.

## Кончина
Бросс умер в Чикаго 27 января 1890 года и был похоронен на кладбище Роузхилл.